# Tarek Nouidra
Tarek Nouidra, né le 9 mai 1987 à Thionville en France, est un footballeur français qui joue au poste de milieu défensif à l'AS La Jeunesse d'Esch.

## Biographie

### Jeunesse et début au Thionville FC
Tarek Nouidra est né à Thionville et est élevé au sein d'une famille de trois frères et deux sœurs.
Formé au sein du club, la carrière du joueur débute au Thionville FC, club principal de la ville de Thionville en Moselle.

### Départ au Luxembourg
Peu de temps après ses débuts dans le football, le joueur rejoint le FC Progrès Niederkorn en BGL Ligue, au Luxembourg. 
En 2015, ayant peu de temps de jeu à 27 ans avec son club, il s'engage en prêt lors du mercato hivernal avec l'US Mondorf.
Après sept saisons et un peu moins de cent-cinquante matchs avec le FC Progrès Niederkorn, le joueur s'engage avec le RFCU Luxembourg. En 2018, il remporte la finale de la Coupe du Luxembourg avec son club face à l'US Hostert.
Il s'engage avec l'US Hostert en 2019.
À la suite d'une altercation à l'entraînement avec un coéquipier, le joueur est écarté par l'entraîneur et renvoyé du club par la suite en 2022. Il s'engage alors avec le FC Mondercange.

### Retour en France en Régional 2
Après de nouveaux problèmes, le joueur quitte le club d'un accord commun. En plein « burn-out footballistique », le joueur retourne dans sa région natale afin de signer au FC Hagondange, alors pensionnaire de Régional 2 en Lorraine. Avec son nouveau club, il obtient le titre de champion de Régional 2.

### Nouveau départ au Luxembourg
Lors du mercato hivernal de 2024, le joueur retourne au Luxembourg en s'engageant avec l'AS La Jeunesse d'Esch, alors en BGL Ligue.

## Palmarès
| RFCU Luxembourg (1) :                                                                  | FC Hagondange (1) :            |
| -------------------------------------------------------------------------------------- | ------------------------------ |
| - Coupe du Luxembourg - Vainqueur : 2018 - Supercoupe du Luxembourg - Finaliste : 2018 | - Régional 2 - Champion : 2024 |